# ОШ „Свети Сава” Велики Црљени
ОШ „Свети Сава” Велики Црљени, насељеном месту на територији градске општине Лазаревац основана је 1905. године.
Поред деце из Великих Црљени у школу иду деца из месних заједница Соколово, Сумеђ и Цветовац као и ученици из избегличког насеља у Каленићу.